# Bürgersaal

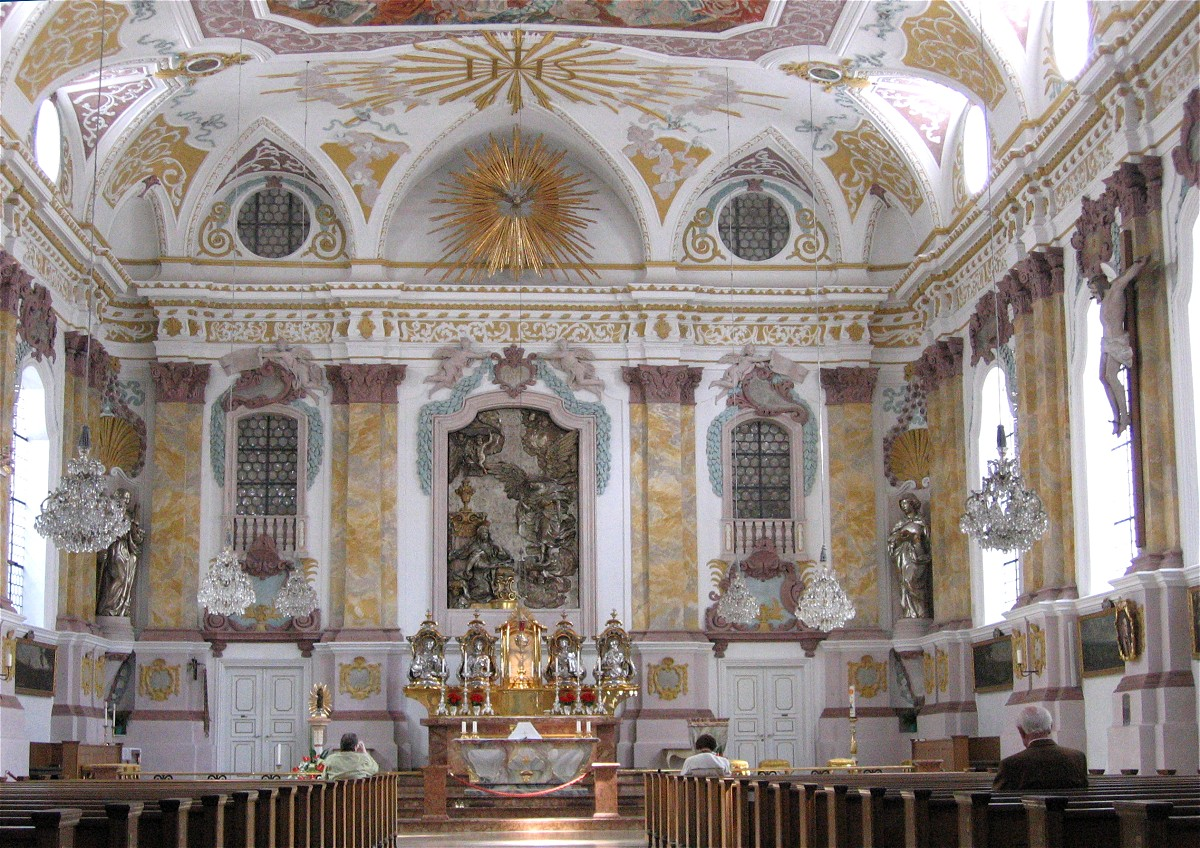
Ołtarz główny w górnym kościele

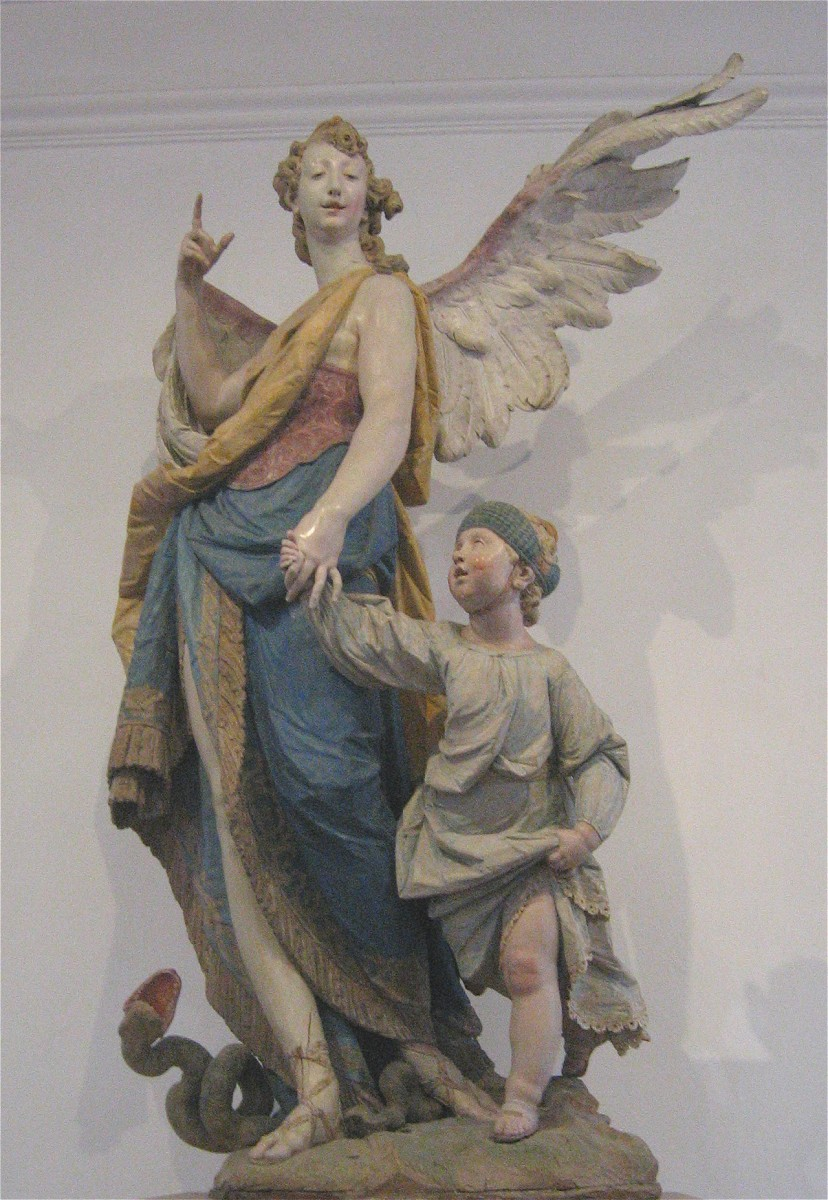
Anioł Stróż, rzeźba Ignaza Günthera

Bürgersaal – dwukondygnacyjny kościół katolicki przy Neuhauser Str. 14 w Monachium, w Niemczech.
Budowlę, pierwotnie barokową, wzniósł w latach 1709–1710 jako oratorium i salę zgromadzeń dla miejscowej męskiej Kongregacji Mariańskiej Johann Georg Ettenhofer według projektu Giovanniego Antonia Viscardiego. W 1778 r. budowlę przekształcono na kościół (niem. Bürgersaalkirche).
Prosta fasada budowli usytuowana jest wzdłuż ulicy, w pobliżu bramy Karlstor. Obie kondygnacje fasady zaznaczone są wydatnymi gzymsami i podzielona na trzy pola, ograniczone czterema parami pilastrów. Zwieńczony półokrągło, niewielki szczyt z okrągłym oknem flankują cztery wydatne pinakle, ustawione na linii ślepej balustrady.
Dolny kościół ma formę niskiej, trójnawowej hali, o sklepieniach wspartych na dwóch szeregach masywnych filarów. Górny kościół, do którego wiodą wewnętrzne dwubiegowe schody, o jednoprzestrzennym wnętrzu przykrytym sklepieniem zwierciadlanym z lunetami, przebudowany został w latach 1773–1774 w stylu rokokowym. Pomimo znacznych zniszczeń wojennych możemy tu obejrzeć ładne freski z cyklem widoków 12 najważniejszych bawarskich sanktuariów maryjnych. Jedynie fresk „Wniebowzięcie Najświętszej Marii Panny”, dzieło Martina Kollera z lat 1773–1774 nie został zrekonstruowany. Godne uwagi jest również arcydzieło południowoniemieckiej rzeźby rokokowej – przedstawienie Anioła Stróża dłuta Ignaza Günthera z 1763 r.
Celem licznych pielgrzymek jest krypta z grobem Ruperta Mayera, zlokalizowanym w centrum części podziemnej. Był to jeden z głównych monachijskich oponentów Adolfa Hitlera, więziony w obozie koncentracyjnym Sachsenhausen (ostatecznie wypuszczony pod naciskiem opinii publicznej). Mayer był proboszczem tutejszej kaplicy i przeżył II wojnę światową (zmarł wkrótce po jej zakończeniu).
W krypcie, oprócz skromnej płyty grobowej, mieści się stała wystawa poświęcona postaci Mayera oraz paramentom związanym z Bürgersaal. Obejrzeć można m.in. pamiątki wiążące się z wizytą w świątyni papieża Jana Pawła II.

## Literatura
- Niemcy, Joanna Egert-Romanowska, Małgorzata Omilanowska, Warszawa: Wiedza i Życie, 2003, ISBN 83-7184-197-3, OCLC 69555110. Brak numerów stron w książce